# Комната в отеле (картина Хоппера)
«Комната в отеле» (англ. Hotel Room) — картина американского художника Эдварда Хоппера, написанная в 1931 году. Картина находится в Музее Тиссен-Борнемиса в Мадриде.

## Описание
Одиночество современных городов — одна из центральных тем в творчестве Хоппера. На этой картине девушка сидит на краю кровати в безликом гостиничном номере. Уже ночь, и она устала. Она сняла шляпу, платье и туфли и, не в силах распаковать чемоданы, проверяет расписание поезда, на котором ей завтра уезжать. Пространство сжато стеной на переднем плане и комодом справа, а диагональ кровати направляет взгляд зрителя в глубину, к открытому окну, которое превращает зрителя в случайных свидетелей происходящего внутри комнаты. Фигура углублённой в чтение женщины контрастирует с холодной атмосферой номера, в которой преобладают четкие линии и насыщенные однотонные цвета, подчеркнутые ярким светом сверху.
Джозефина Нивисон, которая была женой художника с 1924 года, написала в своем дневнике, что позировала для этой картины в студии на Вашингтон-сквер, а также дала описание композиции в записной книжке художника вместе с эскизом, сделанным им.